# پاتریک فریزاخر
پاتریک فریزاخر (انگلیسی: Patrick Friesacher؛ زادهٔ ۲۶ سپتامبر ۱۹۸۰) یک اتوموبیل‌ران فرمول ۱ اهل اتریش است.